# Sistema client/server

Schematizzazione della comunicazione tra client e server attraverso Internet

In informatica il termine sistema client-server (lett. "cliente-servente") indica un'architettura di rete nella quale genericamente un computer client o terminale si connette ad un server per la fruizione di un certo servizio, quale ad esempio la condivisione di una certa risorsa hardware/software con altri client, appoggiandosi alla sottostante architettura protocollare.
Più semplicemente, i sistemi client/server sono un'evoluzione dei sistemi basati sulla condivisione semplice delle risorse: la presenza di un server permette ad un certo numero di client di condividerne le risorse, lasciando che sia il server a gestire gli accessi alle risorse per evitare conflitti di utilizzazione tipici dei primi sistemi informatici. Le reti locali aziendali (LAN), la rete Internet, i sistemi informatici e i sistemi operativi sono organizzati sotto forma di una tipica architettura client-server per la fruizione dei rispettivi servizi.

## Descrizione

### Client
Il software client in genere è di limitata complessità, limitandosi normalmente ad operare come interfaccia verso il server. In generale nel campo informatico il termine client indica una componente che accede ai servizi o alle risorse di un'altra componente, detta server. In questo contesto si può quindi parlare di client riferendosi all'hardware o al software.
Un computer collegato ad un server tramite rete geografica o locale, ed al quale richiede uno o più servizi, utilizzando uno o più protocolli di rete è un esempio di client hardware. Un programma di posta elettronica è un esempio di client software. Sono sempre di più i software, come il web, l'e-mail, i database, che sono divisi in una parte client (residente ed in esecuzione sul pc client) e una parte server (residente ed in esecuzione sul server).
Il termine client indica anche il software usato sul computer client per accedere alle funzionalità offerte dal server. Ad esempio, nel web il software client è il web browser, e parla con un server web attraverso il protocollo HTTP; per l'e-mail il client è detto in gergo mail user agent o MUA (ad esempio, Outlook, Mozilla Thunderbird, Eudora, ...), e parla con il server (Mail Transfer Agent o MTA) attraverso il protocollo SMTP e POP o IMAP; il client per la consultazione o la modifica del database (spesso costituito da librerie software utilizzate da un'applicazione) parla con il DBMS, che gestisce il database e risponde alle interrogazioni del client.

### Server
Il software server, oltre alla gestione logica del sistema, deve implementare tutte le tecniche di gestione degli accessi, allocazione e rilascio delle risorse, condivisione e sicurezza dei dati o delle risorse.
Ad esempio un server di posta elettronica è paragonabile ad un qualunque ufficio postale. Gli utilizzatori per accedere via client alla loro cassetta di posta elettronica devono essere stati autorizzati. In modo analogo un utente deve possedere la chiave della cassetta situata presso un ufficio postale dalla quale vuole prelevare la corrispondenza.

### Architettura multitier

Schematizzazione della comunicazione tra client e server

Quando un computer client si connette direttamente ad un sistema di database o a una server application standard, questa viene chiamata 2-tier architecture (architettura a 2 livelli).
Recentemente, è più usuale per computer client, chiamati thin client che non incorporano business logic, ma solo elementi di interfaccia, connettersi a una server application che implementa una business logic nella quale transitivamente (ossia successivamente) comunica con il database del server, il quale memorizza i dati utilizzati dall'applicazione. Tale architettura è chiamata 3-tier architecture (architettura a 3 livelli).
In generale architetture ad n livelli possono impiegare un certo numero di servizi distinti, comprese relazioni transitive tra application server che implementano differenti funzioni di business logic, ognuna delle quali può impiegare o meno un sistema di database condiviso o distinto.

### Collegamento
I client ed il server sono in collegamento tramite un protocollo di comunicazione attraverso una rete di comunicazione. Il protocollo può essere in chiaro o in certi casi crittografato.
Nell'ambito delle telecomunicazioni, due o più macchine o host (computer, telefono, stampante, ecc.) possono comunicare tra loro rispettando norme che sono dette protocolli di rete. L'aderenza ai protocolli garantisce che due macchine possano comunicare correttamente, anche se sono state realizzate indipendentemente.

#### Servizio con e senza connessione
Quando un client e un server iniziano a comunicare si possono scambiare pacchetti di controllo prima di spedire i dati effettivi/reali (comunicazione orientata alla connessione).
Queste procedure, dette di handshaking, preparano le due componenti alla comunicazione. Tali procedure sono alla base, ad esempio, del TCP. Tuttavia possono anche esserci servizi che inviano direttamente i dati senza connessione e riscontri come nel caso dell'UDP.
La maggior parte delle applicazioni, tuttavia, ha bisogno di inviare i dati in maniera sicura e affidabile per cui l'handshake serve proprio a questo compito. Si comprende dunque come la connessione attraverso TCP, ad esempio, sia più sicura, ma anche più lenta perché scambia non solo dati reali, ma anche dati di servizio.

### Livello di servizio: code
Quando troppi client accedono ad un servizio, può succedere che la coda di attesa diventi inaccettabile. In questo caso si parla di sovraffollamento. Il gestore deve prendere delle misure per cadenzare le richieste o per aumentare le risorse disponibili.
Il calcolo dei tempi di attesa e dei livelli di servizio è oggetto di studi matematici e modellizzazioni informatiche, come la teoria delle code.
La coda di richieste generati dai clienti può essere gonfiata artificialmente allo scopo di negare il servizio ai clienti che autenticamente lo richiedono. Questo succede nel caso di un attacco informatico di tipo Denial of Service (DOS) o Distributed Denial of Service (DDOS). In questi attacchi, il nemico crea, assolda o manipola in maniera irregolare un alto numero di client, a cui comanda una cadenza di richieste molto superiore a quello previsto dal servizio sotto attacco.
Il problema della gestione di una lunga coda di client si verifica anche in assenza di un attacco informatico vero e proprio, ad esempio, quando troppi utenti si collegano contemporaneamente con diversi browser alla stessa pagina web (cioè allo stesso server web). Questo si verifica quasi sempre, ad esempio, nei cosiddetti click day, cioè quando una Pubblica Amministrazione offre un servizio ad un numero limitati di utenti a partire da un giorno e un orario prestabilito.

### Esempi
Esempi di sistemi client/server:
- Web server: per la gestione dell'interazione via web tra server e client.
- File server: per la condivisione dei file;
- FTP server: per la gestione dell'upload/download dei file;
- Database server: per la gestione di grandi moli di dati;
- Groupware: per la gestione d'informazioni riguardanti gruppi di lavoro;
- Print server: per la condivisione delle stampanti;

## Implementazioni

### Architettura di rete a livelli
Ciascun protocollo regola normalmente solo una parte degli aspetti di una comunicazione. I diversi protocolli sono organizzati con un sistema o architettura di rete detto "a livelli" dove in ciascun livello viene usato uno specifico protocollo.
La divisione in livelli è fatta in modo che ciascun livello utilizzi i servizi offerti dal livello inferiore, e fornisca servizi più "ricchi" al livello superiore. I diversi livelli in un host comunicano tra loro tramite le interfacce. Ogni livello parla solo con quello immediatamente superiore e con quello immediatamente inferiore. I protocolli regolano invece la comunicazione tra due entità dello stesso livello, che serve a fornire servizi al livello superiore.
I vari livelli sono organizzati in pile di protocolli (stack protocollare). Le pile di protocolli sono un modo flessibile per combinare componenti per realizzare un servizio.
Un esempio reale di un'organizzazione a livelli protocollari, classico nelle trattazioni inerenti alle reti di calcolatori, è quello del percorso di una valigia in un viaggio aereo partendo dalla casa di origine all'hotel di destinazione. Il primo livello che notiamo è quello della preparazione della valigia: il turista prende i vestiti e ve li ripone per poi chiuderla, come ciò viene fatto è definito dal protocollo del primo livello 1º. Il livello 2º è quello dell'addetta alla valigie all'aeroporto di partenza, il turista gli consegna la valigia (passaggio dal primo al secondo livello) e l'addetta attacca alla valigia le informazioni relative al volo e alla destinazione. Qui notiamo l'aspetto fondamentale dell'organizzazione a livelli protocollari, cioè che per l'addetta non è necessario conoscere come i vestiti sono stati riposti nella valigia, altresì non è necessario per il turista conoscere le operazioni che deve effettuare l'addetta, infatti il turista otterrà quello che vuole (avere i vestiti all'hotel d'arrivo) senza che ciò influisca affatto come gli altri protocolli debbano lavorare, a patto che lo facciano correttamente.
La struttura serve ad adempiere ad alcuni compiti:
- controllo di errore;
- controllo di flusso;
- frammentazione e riassemblaggio;
- multiplexing, in modo che sessioni dello strato più alto possano condividere una singola connessione dello strato più basso;
- instaurazione della connessione.

Tale architettura presenta vantaggi concettuali e strutturali anche se alcuni si sono opposti in maniera decisa in quanto uno strato spesso duplica le funzionalità di un altro strato in maniera ripetitiva.
Ad esempio, il servizio di ADSL viene fornito con diverse modalità, le più comuni sono chiamate PPP over ATM (ovvero il protocollo Point to Point usa i servizi forniti dal protocollo ATM) e PPP over Ethernet.
Il livello più basso è detto "livello fisico" e si occupa di gestire la trasmissione dei segnali attraverso il mezzo trasmissivo (cavo, fibra ottica, infrarossi, ecc.). Il livello più elevato è chiamato "livello applicativo" ed è quello che permette all'utente di creare il messaggio da comunicare.
La divisione in livelli è piuttosto rigida a livello di specifica dei protocolli, mentre nell'implementazione spesso diversi livelli vengono implementati insieme in uno stesso modulo software.
Non è detto che due macchine che comunicano usino la stessa pila di protocolli. Ad esempio, se vi connettete ad Internet attraverso un modem voi appoggiate il livello di rete IP su una connessione PPP, mentre il server a cui vi collegate probabilmente appoggia la rete IP su una connessione Ethernet.
In una rete a pacchetto ciascun livello della "pila protocollare" aggiunge ai pacchetti un'intestazione, attraverso un'operazione detta imbustamento. Il termine si applica anche ad alcune reti a commutazione di circuito, come SDH, dove l'imbustamento è un circuito dedicato a trasmettere informazioni di controllo.

#### Modello OSI e Modello TCP/IP
L'International Organisation for Standardisation (ISO) nel 1979 ha rettificato lo standard Open Systems Interconnection (OSI), con l'intenzione di creare un modello di riferimento per le telecomunicazioni da usare nelle reti di tutto il mondo. All'atto pratico però, lo standard de facto che viene comunemente usato nella maggior parte delle reti, è il TCP/IP, definito nella RFC 1155 da parte dell'IETF. Le differenze fondamentali tra i due standard sono semplici: il primo è stato definito a tavolino da un'organizzazione super partes, mentre il secondo è opera di chi costruì materialmente le prime reti, sviluppandolo sul campo. Inoltre, lo standard ISO/OSI assegna un determinato compito ad ogni livello, mentre il TCP/IP è più "elastico" e permette di sviluppare protocolli che svolgono più di un compito-base.

### Sistema client/server in un sistema locale
Quasi tutti i sistemi operativi utilizzano, per il funzionamento dei vari processi, dei meccanismi basati sul modello client-server. Lo stesso kernel si comporta come server quando gestisce le chiamate alle primitive di sistema da parte dei processi in esecuzione.
Più in generale in un sistema operativo, per alcuni tipi di servizi, sono espressamente previsti dei processi server, gli unici in grado di eseguire una certa operazione. Spesso questi processi hanno accesso esclusivo a una risorsa e devono, appunto, servire le richieste dei processi client.
Ad esempio, nei sistemi Windows è presente uno spooler, unico processo in tutto il sistema a poter utilizzare la stampante. Per poter stampare, un processo non deve interfacciarsi con il driver della stampante (ed eseguire la sequenza del driver virtualizzato acquisizione-uso-rilascio) ma deve inviare i propri dati, attraverso i servizi offerti dal sistema, al processo spooler, il quale, tra l'altro, effettua lo scheduling dei documenti da stampare. Una volta inviati i dati allo spooler, il processo saprà non che la stampa è stata eseguita, ma che lo sarà certamente (a meno di intoppi). Avendo accesso esclusivo a tutte le stampanti di sistema, il driver della stampante non prevede procedure di acquisizione e rilascio.